# 杰里米·萨尔
杰里米·萨尔（1995年5月31日—），澳大利亚科幻及奇幻小说家。著有3部长篇小说及40多篇短篇小说。其作品具有太空歌剧和军事科幻的特点，并融入了赛博朋克和哥特美学的元素。

## 个人生活
杰里米·萨尔出生并常居于澳大利亚悉尼。他拥有新南威尔士大学电影研究和创意写作学士学位。
2014年到2020年，他担任播客《星舰索法》的创作编辑和音频制作人，该播客曾获雨果奖。他在该节目中曾与多位名作家合作，包括乔治·R·R·马丁、哈兰·艾略特和威廉·吉布森。

## 创作
萨尔是《普通萨迦》系列的作者。系列中的首部小说《风暴血》于2020年出版，2021年又出版了续作《盲空间》。
该系列的故事围绕着一种名为“风暴技术”的药物。这种药物由一种已灭绝的外星种族的DNA制成，可以让使用者对肾上腺素和攻击性产生永久性依赖。这种药物被注入人体，将人转化为被称为“收割者”的超级生化士兵。故事主要围绕一位名为Vakov Fukasawa的收割者展开，他从战争中退役，发现自己曾经的战友是被熟人所害。故事的核心情节发生在Compass上，这是一个巨大的中空小行星，上面建立了银河联邦，居住着各种外星人、游牧战士、毒贩、赛博工程师、邪教分子、走私者和赏金猎人。萨尔的作品通常探讨创伤、暴力与权力、正义与不公、药物成瘾、虐待、家庭关系、兄弟情谊和男性气质等主题。